# Ricardo Archilla
Ricardo Archilla (Naranjito, 5 novembre 1991) è un pallavolista portoricano.
Gioca nel ruolo di schiacciatore nei Caribes de San Sebastián.

## Carriera

### Club
La carriera di Ricardo Archilla inizia nella stagione 2010, quando debutta in Liga de Voleibol Superior Masculino coi Leones de Ponce, franchigia dove gioca anche nella stagione seguente, nel corso della quale è vittima di un grave infortunio alla spalla destra.
Dopo un'annata di inattività, torna in campo nel campionato 2013-14, vestendo la maglia dei Caribes de San Sebastián, che tuttavia non si iscrivono al campionato successivo, nel quale gioca in prestito prima ai Cariduros de Fajardo e poi ai Patriotas de Lares. Nella stagione 2015 torna a difendere i colori dei Caribes de San Sebastián.
Successivamente gioca per due annate in Libia, difendendo prima i colori dell'Asarya e poi dell'Al-Jazeera Zuwarah. Rientra quindi a Porto Rico per giocare la Liga de Voleibol Superior Masculino 2018 coi Changos de Naranjito, mentre nel campionato 2019 torna a difendere i colori dei Caribes de San Sebastián.

### Nazionale
Fa parte della nazionale portoricana Under-21, vincendo la medaglia di bronzo al campionato nordamericano 2010 e partecipando al campionato mondiale 2011.
Nel 2016 esordisce in nazionale maggiore in occasione della World League.

## Palmarès

### Nazionale (competizioni minori)
- Campionato nordamericano Under-21 2010